# Mihailo Ilić (reditelj)
Mihailo P. Ilić — „Ilke“ (Bijelo Polje, 28. mart 1939 — Beograd, 4. april 2023) bio je srpski filmski reditelj, montažer, scenarista, producent i teoretičar filma.

## Biografija
Završio je osnovnu školu i realnu gimnaziju u Bijelom Polju. Upisao je 1957. Elektrotehnički fakultet u Beogradu.
Odmah po dolasku u Beograd postao je član kino klubu BEOGRAD. Kino klub BEOGRAD je osnovan 1951 god. sa osnovnim zadatkom širenja filmske i tehničke kulture (bio je deo ondašnje “Narodne tehnike”, masovne organizacije mladih)) među omladinom i građanstvom Od početaka bavljenja amaterskim filmom pisao je (Foto kino revija, Bilten filma kk BEOGRAD) o filmu i zalagao za ideju da barem avangardna, nekonvencionalna ili autorska dela moraju biti permanentni pokušaji estetskog oblikovanja logičkih radnji, pojmova i sudova kroz izraženu tendenciju uključivanja novih tehnologija u proces umetničkog stvaranja i tumačenja filma metodologijom naučnog istraživanja, nasuprot impresionističkoj kritici.
Reditelj, scenarista, snimatelj i montažer je 7 amaterskih filmova od kojih su LJ i Điro – Điro, ušli u Antologiju alternativnog filma, Bate Petrovića, reditelja, istoričara umetnosti, našeg najboljeg poznavaoca te vrste filma, i samo od nagrada za ta dva filma skupio je dovoljno poena za zvanje majstora amaterskog filma SFRJ.
Godine 1959, je, po ondašnjem sistemu školovanja, na Elektrotehničkom fakultetu, završio I stepen i dobio zvanje ing (inženjer).
Po nagovoru prof. dr. D. Mihailovića upisao je paralelno II stepen elek. fakulteta i Filozofski fakultet da bi svojim matematičkim talentom prevazišao neka ograničenja u OSNOVAMA METAFIZIKE, akademika, prof. dr Branislava Petronijevića, “najpametnijeg Srbina koji je hodio zemaljskom kuglom” po rečima svetski priznatog klimatologa i matematičara prof. dr. Milutina Milankovića i mnogih Braninih savremenika.
Godine 1960, god. je, izabran za nastavnika Teorije i estetike filma, i tako se u KK BEOGRAD pridružio starijim starijim kolegama, kasnijim profesorima na Akademiji za film i pozorište (teorija i estetika filma dr. Dušan Stojanović, scenario i režija: Živojin Pavlović, kamera: Vladeta Lukić, Pega Popović, montaža: dr. Marko Babac, mg. Dragan Krstić, i kasnije: na Harvardu, režija filma Dušan Makavejev, Srđan Karanović itd.)
Od 1961. godine, M. Ilić je samostalno držao kurseve za kinoamatere u Beogradu, Novom Sadu, Karatašu, Subotici, Gradcu, Puli i Kopru a u organizaciji Narodne tehnike (dobio je zvanje Viši filmski instruktor) u Aranđelovcu i Mataruškoj banji (šest godina) i zato dobijao pohvalnice i nagrade.

## 1960-e, „Crni talas“ u filmu
Godine 1961, god montira Kokanu Rakonjcu filmove ZID i RUG a zatim Živojinu Pavlovića VODE iz omnibusa KAPI, VODE, RATNICI, prvog profesionalnog filma KK BEOGRAD koji je “Sutjeska film” iz Sarajeva otkupila i prikazala na Pulskom festivalu, smotri jugoslovenskog igranog filma.
Godine 1962, god. montira priču OBRUČ Ž. Pavlovića iz filma GRAD. “Sutjeska film”, je tužila samu sebe kao producenta i tako je GRAD postao prvi i jedini jugoslovenski film koji je pravosnažnom sudskom odlukom zabranjen i naloženo je njegovo spaljivanje ali je KK BEOGRAD sačuvao originalni materijal i film se može videti u KINOTECI.
Mihailo Ilić se jedini od autora, pojavio na suđenju u Sarajevu, tvrdeći da “oblik filma i najvažniji estetski činilac filma – RITAM, ne spadaju u nadležnost reditelja, već isključivo u veštini montažera (ako je samostalan, kao što je Ilić bio u svim filmovima koje je montirao). Nije pripušten sudu jer je producent tvrdio da montažer nije autor filma i da mu se u Puli ne dodeljuje nagrada. To mišljenje je vladalo sve dok je Ilić montirao igrane filmove, do kasnih 70 –tih, kada je i njegovim zalaganjem montaža prihvaćena kao autorska komponenta filma.
Posle uspeha filmova KAPI, VODE, RATNICI i GRAD, “Avala film” je pozivala i angažovala Mihaila Ilića za pomoćnika režije i montažera zvuka u domaćim filmovima i koprodukcijama. U radnom stažu priznato mu je takvih (neki nisu, iz administrativnih začkoljica) 26 filmova između ostalih i film KAPO Đila Pontekorva, dobitnika Oskara.
Od 1962 do 1964. god. radio je na knjizi METAFIZIKA Brane Petronijevića (600 stranica). Knjiga nije objavljena zato što je mnogo truda uloženo (a zacelo će se i ulagati) da se dokaže nepotrebnost metafizike ljudskom rodu, iako je metafizika KRALJICA NAUKA. Razlog ovom uzvišenom položaju metafizike među naukama, s jedne strane, jeste u tome što je sâm predmet metafizičkih istraživanja – Istina – takav, najuzvišeniji (metafizika je nauka o prvim načelima Bića ili o najdubljim osnovama svih stvari i odvajkada se delila na: ontologiju – o Biću, kosmologiju – ono van Bića i psihologiju- ono u Biću), i s druge, zato što su metafizički uvidi uistinu svakad temelji uma u njegovim nastojanjima da sebi, kako su to zborili Stari “položi račun o ustrojstvu ili zdaniju Bića”. Uostalom, najveći svetski naučni autoritet Albert Ajnštajn je rekao: „svaki istinski teoretičar je neka vrsta pripitomljenog metafizičara, bez obzira koliko čistim pozitivistom on samoga sebe smatrao. Metafizičar veruje da je ono što je logički jednostavno takođe i realno. Pripitomljeni metafizičar veruje da nije sve ono što je logički jednostavno istovremeno i uključeno u iskustvenu realnost, ali da se zato sveukupnost svih čulnih iskustava može razumeti na bazi konceptualnog sistema“. Pošto je kao metafizičar bio nameran da odredi “stvaran hod” organske evolucije, Brana se bavio studijama paleontologije. U Britanskom muzeju proučavao je londonski Arheopteriks, primerak najstarije fosilne ptice, i na njemu je otkrio dve kosti za koje se dotada nije znalo. To otkriće bilo je od velikog značaja za paleontologiju i Brana je postao svetski slavan naučnik koji u svojo zemlji nije zavredio ni jedan jedini članak (do dana današnjeg) za čoveka koji je predvodio i dosta uradio u revoluciji matematike koje je izveo B, Rasel 1913.
Od 1964 do 1972. Ilić je bio član žirija skoro svih republičkih, saveznih i specijalizovanih festivala amaterskih filmova SFRJ.
Godine 1964, god. Puriša Đorđević realizuje film DEVOJKA u produkciji KK BEOGRAD, i kako se te godine mnogo radilo u Beogradu, nije bilo slobodnih filmskih radnika te je Ilić bio pomoćnik režije, direktor filma, rekviziter i montažer. Montirao je sliku a film je u montaži dovršio Vanja Bjenjaš.
Godine 1965, god Ilić radi kao direktor igranog filma KO PUCA OTVORIĆE MU SE Marka Babca.
Godine 1966, god. odlazi na 11 mesečno, služenje vojnog roka u “vazduhoplovni školski centar” u Somboru, gde posle tromesečne pešadijske obuke, predaje popularnim “raketašima” RADIOTEHNIKU i RR i UNF UREĐAJE za šta je pohvaljen i nagrađen 10 – dnevnim “nagradnim odsustvom”.
Iste, 1966. god. u prekomandi, u Beogradu, montira kratki dokumentarni film VOZOVI PRIJATELJSTVA i igrano-dokumentarni film SKADARLIJA, ONA STARA Adama Mitića.
Godine 1967, god. iako vojnik, drži kurs u KK BEOGRAD, o kojem Slobodan Šijan, akademski slikar, filmski režiser i profesor na Akademiji, u svojoj knjizi KINO TOM (Muzej savremene umetnosti 2012) daje kratku Ilićevu biografiju i kaže: “Predavač se pojavio odeven u uniformu JNA. Govorio je o filmu oštro, isključivo, sa dozom fantazma… pokušavajući da nas uvede u jedan drugačiji, ALTERNATIVNI model FILMSKE ESTETIKE …”(kopija data u prilogu dokumentacije). Inače, u za procenu vrednosti naših, autorskih, filmova Šijan vrlo često upućuje čitaoca na Ilićevu knjigu Serbian cutting.
Po izlasku iz vojske pozvan je od Elektroprivrede Srbije da filmskom kamerom i fotografskim aparatom prati izgradnje brane na Đerdapu. Radio je kolor fotografije velikog formata za šta je tada bilo sposobno ne više od pet ljudi u Jugoslaviji. Usput je na Karatašu, radničkom naselju održao i kurs za kinoamatere i kurs “iz osnova umetničke i kolor fotografije” u tamošnjem foto klubu. Snimio je i film ĐERDAP koji je na martovskom festivalu u Beogradu dobio Veliku zlatnu medalju Beograd ali je odluka povučeno jer je film navodno “namenski” a po pravilniku se takvi filmovi ne nagrađuju.
Godine 1967, god. bio je pomoćnik režije i ko-montažer (Jele u filmu NEMIRNI Kokana Rakonjca.
Godine 1968, god. bio je pomoćnik režije i montažer u filmu DELIJE Miće Popvića.
Za razlog izbacivanja filma DELIJE, iz zvanične konkurencije, bila je, po oceni predsednika žirija dr. Draška Ređepa, “fašistička montaža” DELIJA. Tako je, po ružnoj etiketi, prvi put, filmska montaža došla u žižu javnosti. Dotada, montažu nisu pominjali ni filmski kritičari iako ona, kao filmska specifičnosti, zauzima 7 desetina prostora, u svakoj knjizi teorije ili estetike filma.
Iste godine bio je pomoćnik režije i montažer u filmu PRE ISTINE ) Kokana Rakonjca.
Godine 1969, god. bio je pomoćnik režije i montažer u filmu ZAZIDANI Kokana Rakonjca.
Iste godine bio je pomoćnik režije u filmu SRAMNO LETO Branimira Bastaća
Godine 1970, god. bio je pomoćnik režije i montažer u filmu BURDUŠ Miće Popvića.
Iste godine bio je pomoćnik režije (napisao knjigu snimanja, osnov za snimanje filma) Branku Pleši u fimu LILIKA (akademika Dragoslava Mihajlovića)
Godine 1970,, po scenariju Miće Popovića, režirao je igrani film PRIRODNA GRANICA (J. Vrhovac, Lj. Draženović, Danilo – Bata Stojković) koji je prikazan u zvaničnoj selekciji Jugoslovenskog igranog filma u Puli. Predsednik žirija je bio Saša Petrović, koji je bio primoran da da ostavku zbog odluka žirija; Velika zlatna arena Živojinu Pavloviću, Velika srebrna arena Puriši Đorđeviću, Velika Bronzana arena M. Klopčić, autorima koji predstavljaju “crni talas” u jugoslovenskom filmu, i zalaganja da PRIRODNA GRANICA bude prikazana u Areni. Po njegovoj ostavci, film je prikazan u 9 sati izjutra, u nedelju, u Domu JNA u Puli.
Posle projekcije filma na konferenciji za štampu, počela je hajka na tzv. “crni talas”. Kooptirani član žirija je izjavio da “zbog filma PRIRODNA GRANICA, mogu filmski radnici biti, od naroda i države, optuženi za delo protiv naroda i države.”
Mnogi misle da je Ilić bio “kolateralna šteta” a da se pucalo na S. Petrovića, M.Popovića.D.Makavejeva, Ž. Pavlovića i K. Rakonjca, kao predvodnika “crnog talasa”.
Film PRIRODNA GRANICA nije prikaza nigde u Jugoslaviji iako je imao distribuciju. Nađen je novi oblik zabrana (umesto cenzure i suđenja filmu). Pred premijeru u Titogradu (Podgorica) došli su, pred bioskop, radnici “Radoja Dakića” da protestuju protiv dela koje “skrnavi lik i delo voljenog maršala” i film je skinut sa repertoara. U Novom Sadu je prekinuta projekcija, u pola filma je su pred “Arenu” došli radnici “Neoplante” da protestuju.
Da bi Ilića spasila progona, poznata urednica beogradske televizije Zora Korać, tada glavna urednica II programa u osnivanju, ga je priključila, tada studentima “praške škole”, gde je radio kao pomoćnik režije i montažer dokumentarnih filmova. Da bi imala “rezerve” za početak II programa, smislila je da filmska ekipa (16mm. kamera i ton) Srđana Karanovića putuje kombijem a Ilić će ići ispred i nalaziti odgovarajuće teme. U projektu se serija tih filmova zvala “čudni ljudi”. Bili su to normalni ljudi koji su pored svog redovnog posla, rešavali neki širi društveni problem, npr. J. Kukoč (preko dva metra, 120 kg. otac poznatog košarkaša) je šaptač u splitskoj operi, ali je “uspešno rešio” problem pruge Zagreb – Split, koja se ne gradi zato što inženjeri ne znaju da reše tehnički problem velike strmine od Kaldrme do Splita. Urađena su 21 takva filma (montirao Ilić) a jedan od njih “Jaša Bakov” je najbolji dokumentarni film JRT (republičke i pokrajinske televizije) festivala održavanog svake godine na Bledu (kasnije u Opatiji). Na isti način je Ilić nalazio teme Goranu Paskaljeviću (snimio 15 takvih filmova “Deca gastarbajtera”).
Z. Korać je omogućila mladim autorima realizaciju drama na 35mm. (prikazivani su i kao igrani filmovi, ili kratki igrani, recimo “Legenda o Lapotu” i “Potomak” Gorana Paskaljevića (scenaristi su bili poznati književnici: Danilo Kiš, Mirko Kovač, Filip David...) . Montažer a u mnogim i pomoćnik režije je bio M. Ilić (u prilogu je dat spisak tih drama na 35mm. filmskoj traci).
Године 1972,montira film MAESTRO I MARGARITA Aleksandra Saše Petrovića. Ponovio se scenario za prikazivanje PRIRODNE GRANICE, to jest, film nije prikazivan za vreme postojanja SFR Jugoslavije.
Godine 1973, režira igrani film SVIRAČ NA TRAPEZU (Janez Vrhovec, Olga Vujadinović, Danilo Stojković, Dušan Janićijević). Radna verzija je prikazana Komisiji za pregled filmova. Film nije dobio cenzurni karton i nikada nije prikazan, iako postoji (bez tonske kopije).
TV Novi Sad je trebala da počne sa emitovanjem početkom 1973. godine, ali zbog nedostatka montažera morala je da odloži početak. Zora Korać, koja je Novosađanka, opet je, spasavajući Ilića progona zbog njegovog drugog igranog, subverzivnog filma ČOVEK NA TRAPEZU (Lazar Stojanović je već bio dobio tri godine robije za film PLASTIČNI ISUS) odvezla Ilića u Novi Sad da na TV otvori školu montaže za mađarsku, rumunsku, rusinsku i slovačku redakciju. Škola je radila punih 12 godina i svi osposobljeni montažeri (preko 40) su na Ilićevo insistiranje završili i odsek montaže na beogradskoj ili zagrebačkoj Akademiji.

## Posle Crnog talasa
Izdržavao se od režije i scenarija dveju obimnih serija: LJUDI i VREME (12) i TEŠKI ZANATI (24). Gde zanatlije pored redovnog posla rade i neki društveno koristan posao, umesto da se bave nekim hobijem (pecaju ili pišu pesme).
Jedan film iz serije TEŠKI ZANATI, MAJKA PO SRCU (SOS dečje selo), je na festivalu u Milanu 1974 proglašen za kulturno dobro čovečanstva i po jedna kopija je upućena deci svake države, članice OUN. Potvrdu od producenta TV Novi Sad nije mogao da dobije, zato što je dokumentacija uništena u bombardovanju 1999. godine. Živi su montažerka Margita Horvat, snimatelj Arpad Nemet, kompozitor muzike Bata Vranješević i urednik Trifu Doru, koji je film pripremio (na šest jezika) i poslao na pomenute adrese.
Kada je “Avala film” obnovila proizvodnju 1989. god. Ilić je postao direktor igranih, tzv. nekonvencionalnih filmova kao što su PRLJAVI FILM po scenariju Slobodan Pavlovića režirao Dušan Sabo. direktor montažer filma bio je M. Ilić.
Године 1990,god. je direktor filma ČUDESNI SAN DZIGE VERTOVA Bate Petrovića, koji je na svetskom festivalu civilizacija slike u Bergamu dobio Grand prix.
Godine 1991, god. je direktor filma i montažer filma KLOPKA Suade Kapić

## 1990-e: „Eksperimentalna produkcija - Ilke“
Godine 1991, god. je osnovao neprofitnu trz. EXPERIMENTALNU PRODUKCIJU - ILKE, u kojoj je uz pomoć Ministarstva kulture i RT Srbije, 30 mladih ljudi, prvi put dobilo mogućnost da napravi kratki film na 35mm. filmskoj traci što je tada predstavljalo pravi kuriozitet jer na Akademiji nisu ni videli sirovi negativ 35mm ili 16mm. trake. Tako, na primer: Zoran Đorđević je dobio Grand prix 1993 i Veliku zlatnu plaketu za najbolji dokumentarni film 1995. Ružica Lukić zlatnu plaketu za režiju, Vladan Obradović zlatnu plaketu za kameru (dva puta). EXPERIMENTALNA PRODUKCIJA – ILKE, je dva puta nagrađena za najbolju selekciju filmova na martovskom festivalu u Beogradu, itd.
Godine 1996, god. Radomir Putniković, engleski književnik (našeg porekla) je pisao Milovanu Vitezoviću, tada uredniku RTS Beograd, da obrati pažnju na čudne sklopove (montažu ) priloga skoro svih evropskih televizija. Vitezović je zatražio od Ilića (koji je već odavno, među filmskim umetnicima predstavljan kao “legenda jugoslovenske filmske montaže”) da reaguje. Rezultat tog reagovanja su filmovi na 35mm traci nazvani MEDIJSKE PREVARE: - PRESUDA, scenario i režija M. Ilić (dok, kolor, 35mm. 15 minuta), za koji je na martovskom festivalu (nekad smotri jugoslovenskog kratkog filma) dobio “Veliku zlatnu medalju” za najbolji dokumentarni film festivala i nagradu JOCA AĆIN koju dodeljuje žiri: Ministarstva kulture Republike Srbije, Udruženja filmskih umetnika Srbije i Radiotelevizije Srbije - za najbolji film festivala (1998) sa formulacijom:
- BOSANSKA SILOVANJA, sce. i rež. M. Ilić (dok, kolor, 35mm. 45 minuta),
- MARKALE, scenario i režija M. Ilić(dok, kolor, 35mm. 45 minuta), za koji je na martovskom festivalu dobio „GRAND PRIX“ za najbolji film festivala (1999), sa obrazloženjem: “za moralnu hrabrost, istraživački rad i vrhunsko majstorstvo u razobličavanju medijskih manipulacija.”
- HAG – SVEDOCI, scenario i režija M. Ilić (dok, kolor, 35mm. 60 minuta),
- ŠTA SE DOGODILO U RAČKu i IZBICI (scenario i režija M. Ilić, dok, kolor, 35mm. 15 minuta),

Povodom MARKALA, filmski kritičar “Politike” Dubravka Lakić je u tom listu napisala: “Analizom filmskog i video materijala, BEZ IJEDNOG KOMENTARA, dopuštajući da da samo slika i fakti govore, Ilić je uspeo da dođe do nepobitnog dokaza da su tog 5 februara 1994. godine “eksplodirali” jedino svetski mediji...MARKALE je iz serije “Medijske prevare”, kojoj pripada i film “Presuda”
U Rusiji je, povodom Ilićevog naučnog razobličavanja medijskih prevara (dobitnik je dve GRAMOTE, ZLATNI VITEZ) svetskih informativnih medija, kako piše na GRAMOTA-ma, održano nekoliko seminara i odbranjene dve doktorske disertacije: ‘Značajan je Ilićev doprinos pravom “istraživačkom novinarstvu”, ne onom koje u 30 minuta 10 puta ponovi “iz nama poznatih izvora” već onom koju pokazuje KAKO nastaju manipulisane slike u montaži koristeći veličinu i ugao slike.
Filmski teoretičar i stvaralac Božidar Zečević kaže: ”Izvesna Peni Maršal, novinarka Mreže ITN posetila je izbeglički sabirni centar u Trnopolju i odande donela materijal od kojeg u montaži konstruiše prizor polugolih, izgladnelih ljudi, kost i koža i kači komentar “Konclogor u srcu Evrope”. Već sutra svet je zgrožen prizorima “novog Aušvica”. Rastavljajući slučaj na sastavne delove, a zatim sve to ponovo sklapajući, Ilić je, u suštini snažno podržao optužbu nemačkog novinara Dajmana da Maršalova svojim digitalno preuređenim filmom bezočno obmanjuje svetsku javnost. “Teško da bismo našli bolji primer za lažljivost filma” kaže Dajhman. Ali, sudbina je htela da se u istom trenutku oseti njegova pravdoljubivost filma: Ilićev film govori istinu uverljivijim filmskim jezikom.”
Novinar Ilustrovane politike Dragan Gajer: “O značaju Ilićevog naučnog istraživačkog novinarstva govori slučaj njegovog filma BOSANSKA SILOVANJA. Kada su krajem 1992. i početkom 1993. svetski mediji počeli da donose zaprepašćujuće vesti o 20.000, 60.000, 80.000 i čak 120.000 silovanih muslimanskih žena i Haris Silajdžić (tada, ministar inostranih5mm. poslova BiH, o specijalnim srpskim logorima za silovanje muslimanskih devojaka i devojčica), a Remi Urdan napisao: ”Muslimansko–bošnjački vojnik je otmen, moralan. On brani udovice i siročad. Deli svoje poslednje borbeno sledovanje sa decom. ON se približava vitezu. Srpska vojničina, zauzvrat, pljačka siročad, masakrira žene i siluje devojke. Srbi su ZLI. Srbija je ZLA. Srbija je ZLO. Srbija MORA da UMRE.” Jeremi Boni (Jerome Bony), takođe, francuski izveštač iz Bosne i filmski producent dao je Iliću materijal, između ostalog i iz fiskulturne sale u Tuzli gde se 10 - 12 žena oporavlja od “srpskog silovanja”. Radilo se o grupi poluprofesionalnih “glumica” čije se likovi vide na svim “snimcima” a da nijedna slika ne postoji van te grupe. Metodom koju je opisao Zečević, Ilić je napravio 25 minutni film. Džeremi Boni je prikazao film BOSANSKA SILOVANJA, Komisiji (od šest žena kojoj je predsedavala Simon Weil, bivša predsednica evropskog parlamenta), koju su formirali šefovi država i vlada Evropske zajednice. Neumorni Boni je zatim film prikazao Komisiji UN (koja je radila od 10 do 17 januara 1993) koju je predvodio Tadeuš Mazovjecki, a zatim je poslao film Haškom Tribunalu. Priča o srpskim silovanjima muslimanki je netragom nestala iz svetskih medija (priložena novinska reportaža o tom filmu, filmskog kritičara Dragana Gajera), kao što je nestala i iz optužnica u Hagu.
Filmovi: PRESUDA, MARKALE, BOSANSKA SILOVANJA, ŠTA SE DESILO U RAČKU I IZBICI su prikazani Haškom tribunali I svi ti slučajevi sudskom odlukom su izuzeti su iz dokaznog materijala tužilaštva što je dokaz da je Ilić bio u pravu I da filmovi nisu “kontroverzni” već istiniti.

## Filmološke studije

### Knjiga
Godine 2008. izašla je Ilićeva knjiga Serbian cutting, koju su Dušan Makavejev i Branko Vučićević predložili Filmskom centru Srbije kao kapitalno delo, a ovaj je konkurisao kod Ministarstva kulture koje je u celosti finansiralo izdavanje knjige (908 strana, 1200 fotografija).
Serbian cutting je metod i škola montaže koja je razvijana u Kino klubu BEOGRAD a koju je teorijski utemeljio M. Ilić a praktikovali on i njegove kolege. Taj metod je primenjivan u montaži filmova crnog talasa: Dušana Makavejeva, Želimira Žilnika, Branka Vučićevića, Saše Petrovića, Miće Popovića, Kokana Rakonjca, Emira Kusturice, Slobodana Šijana.....
Serbian cutting nije jedina ali je najvrednija spona (koja stvara kontinuitet) srpskog crnog talasa, praške škole i najnovijih tendencija srpskog filma koje oličavaju tako suprotstavljena shvatanja, recimo: Milutina Petrovića i Emira Kusturice, na primer.
Priznajuči Serbian cutting za metod i “školu montaže” vodeći teoretičari Rusije, Češke, Hrvatske... kažu da je to (a ne pojedinačni opusi) najveći doprinos jugoslovenskog i srpskog filma evropskoj i svetskoj kinematografiji.
Dr. Greg de Kuir, Jr. pisac i reditelj, u svojoj disertaciju JUGOSLOVENSKI CRNI TALAS piše: “Mihailo P. Ilić filmski montažer i reditelj je 2008. objavio opširan tekst pod naslovom Serbian cutting (Beograd:Filmski centar Srbije) – to je prvi pokušaj da se do detalja objasni ova radikalna vrsta montaže.
Jedinstvenost srpske montaže je u korišćenju postojećeg snimljenog materijala, arhivske ili ‘nađene’ građe kao surogata... Srpska montaža pokušava da alternativnim materijalom ispuni praznine u filmu, materijalom koji i komentariše neke sekvence. Proces srpske montaže nosi u sebi elemenat iznenađenja, ironičnog smisla za humor, što je čini izuzetno živom formom...”

### Knjiga „Filmologija“
Krajem 2012. godine izaći će iz štampe Ilićeva Filmologija u kojoj je uspeo da ispuni najstrože uslove za gradnju nove nauke, to jest, da poveže termine logičke Filmologije sa terminima matematičke logike (simboličkog računa) i izvede njene zakone iz zakona matematičke logike i da dokaže da kao što i svaka autentično konstruisana nauka tako i logička filmologija nije apsolut nauke već jedan teorijsko potčinjen trenutak, trenutak u kojem teorija pošto je postala metoda (tehnika), dolazi u teorijski kontakt ( znanje) ili praktični kontakt (pravljenje) sa svojim specifičnim objektom tj slikom i zvukom, odnosno, filmom.
Svojim knjigama (uopšte, svojim delovanjemu pola veka) Mihailo P. Ilić je, svakako, ostvario vrhunski doprinos nacionalnoj kulturi (srpska montaža, kao metod montaže, je stala uz američku (Grifit) i rusku (Ejzenštejn) montažu.
Preminuo je u Beogradu 4. aprila 2023. godine.

## Nagrade i priznanja
Kao scenarista i reditelj, Ilić je kao i najslavniji reditelji kratkog filma (Krsto Škanata, Vlatko Gilić, Petar Lalović, Lordan Zafranović, Goran Paskaljević, Janko Baljak) dobitnik grand prija i velike zlatne medalje za dokumentarni film, a ima i više od njih jer je dobitnik nagrade “Jovan Aćin” koji dodeljuje najkompetentniji žiri: Ministarstva kulture Srbije, Udruženja filmskih umetnika Srbije i Radiotelevizije Srbije.

## Autor kratkih filmova (scenarista i reditelj)
1. Ja, Pera Nikolić („Dunav Film“)
2. Biće bolje (TRZ „Beograd“)
3. Čast nam je… (TRZ „Beograd“)
4. Dar mudraca („Avala film“)
5. Tu, pored nas („Avala film“)
6. Biografija („Avala film“)
7. Čovek u futroli („Avala film“)
8. Još ovaj put ((TRZ „Beograd“, sa Ž. Gvardiolom))
9. Red i mir (TRZ „Beograd“)
10. Ženski kavez („EXP. Produkcija – Ilke“)
11. Najvoledem džukele („EXP. Produkcija – Ilke“)
12. Krajina Leta Gospodnjeg 1992.
13. Zemlja („EXP. Produkcija – Ilke“)
14. Bokan („EXP. Produkcija – Ilke“)
15. Braća („EXP. Produkcija – Ilke“)
16. Šou jednog staklara (TV Novi Sad)
17. Pobeda (TV Novi Sad)
18. Majka po srcu (TV Novi Sad)
19. Presuda („EXP. Produkcija – Ilke“ i RTS TV Beograd)
20. Markale („EXP. Produkcija – Ilke“ i RTS TV Beograd)
21. Svedoci u Hagu (“EXP. PROD. – ILKE i RTS TV Beograd)
22. Bosanska silovanja (“EXP. PROD. – ILKE i RTS TV Beograd)
23. Šta se dogodilo u Račku i Izbici („EXP. Produkcija – Ilke“ i RTS TV Beograd)

## Montažer

### Glavni montažer igranih filmova
1. „Žive vode“ (omnibus Kapi Vode Ratnici, reditelj Živojin Pavlović)
2. „Obruč“ (iz omnibusa Grad, red. Živojin Pavlović)
3. Skadarlija, ona stara (red. Adam Mitić)
4. Devojka (red. Puriša Đorđević)
5. Divlje senke (red. Kokan Rakonjac)
6. Nemirni (red. Kokan Rakonjac)
7. Delije (red. Mića Popović)
8. Burduš (red. Mića Popović)
9. Prirodna granica (red. Mihailo P. Ilić)
10. Majstor i Margarita (red. Aleksandar Saša Petrović)
11. Prljavi film (red. Dušan Sabo)
12. Klopka (red. Suada Kapić)
13. Da nije ljubavi (red. Karolj Viček)
14. Dalmatinska hronika (red. Lordan Zafranović)

### TV serije na filmskoj traci
1. „Čudni ljudi“ (red. Srđan Karanović)
2. „Deca gastarbajtera“ (red. Goran Paskaljević)
3. „Split“ (red. Lordan Zafranović)
4. „Divlje godine“ (red. Jovan Ristić – Rica)
5. „Kamiondžije“ (red. Gordan Mihić, nije završio konačnu obradu)

### Montažer drama i igranih TV filmova:
1. Apotekarica (red. Srđan Karanović)
2. Legenda o lapotu (red. Goran Paskaljević)
3. Potomak (red. Goran Paskaljević)
4. Bez naziva (red. Goran Marković)
5. Povratak (red. Rajko Grlić)
6. Predgrađe (red. Lordan Zafranović)
7. Dome, slatki dome (red. Mirko Komosar)
8. Zdravi ljudi za razonodu (red. Karpo Godina)
9. Otac i sin (red. Karolj Viček)
10. Tuga (napisao dramu i montirao, red. Branko Svilokos)

## Spoljašnje veze
- Mihailo Ilić на веб-сајту  (језик: енглески)
- (1), Mihailo P. Ilić,  film danas, Beograd, 74-75 (1—2)/2005
- (2), Mihailo P. Ilić,  film danas, Beograd, 76 (03)/2005
- (3), Mihailo P. Ilić,  film danas, Beograd, 77 (04)/2005